# 메가스 XLR
메가스 XLR(Megas XLR)은 조디 쉐퍼(Jody Schaeffer)와 조지 크리스틱(George Krstic)이 카툰 네트워크를 위해 제작한 미국 애니메이션 TV 시리즈이다. 이 시리즈는 뉴저지 폐차장에서 메가스(Megans, Mechanized Earth Guard Attack System)라고 불리는 미래의 메카 로봇을 찾는 기계공 쿱(Coop)과 그의 가장 친한 친구 제이미(Jamie)라는 두 명의 10대 슬래커를 중심으로 전개된다. 쿱은 메가스를 수정하고 자신의 제어 센터를 클래식 머슬카로 교체하고 이름을 XLR(eXtra Large Robot)로 지정한다. 메가스의 원래 조종사 키바(Kiva)와 함께 그들은 "글로프트"(Glorft)라고 불리는 사악한 외계 종족으로부터 지구를 지켜야 한다. 이 시리즈는 메카 애니메이션에 대한 오마주이자 패러디이다. 크리스틱은 원래 MTV 다운타운의 공동 창작자 중 한 명이었다.
쉐퍼와 크리스틱은 주인공이 자신의 비디오 게임 기술을 활용하여 거대한 로봇을 조종하는 애니메이션 시리즈의 아이디어를 구상했다. 파일럿 에피소드인 로우브로(LowBrow)는 2002년 카툰 네트워크의 카툰 카툰 위켄드 서머페스트(Cartoon Cartoon Weekend Summerfest)에서 어떤 파일럿이 새로운 카툰 카툰이 될지 결정하기 위해 상영되었다. 시청자들 사이에서 가장 인기가 많았어요. 2004년 5월 1일부터 2005년 1월 15일까지 두 시즌(총 26화) 동안 투나미 블록에서 방영되었으나 낮은 시청률로 인해 취소되었다.
낮은 평가에도 불구하고 이 시리즈는 긍정적인 반응을 얻었으며 툰존(ToonZone)의 "2000년대 만화: 카툰 네트워크 오리지널 5대"에서 4위를 차지했다. 취소된 이후 방송 재개를 위한 팬들의 다양한 노력과 청원이 이어졌다.
메가스 XLR은 카툰 네트워크 스튜디오에서 제작되었다. 팃마우스(Titmouse, Inc.)는 메인 타이틀을 애니메이션화하고 시즌 1의 애니메이션 작업을 수행했다.